# Nathanael Matthaeus von Wolf
Nathanael Matthaeus von Wolf, in polacco Nataniel Mateusz Wolf (Chojnice, 28 gennaio 1724 – Danzica, 15 dicembre 1784), è stato un medico, botanico e astronomo prussiano.
Apparteneva al Corpo dei Cadetti di Varsavia. Trascorse la maggior parte della sua vita a Danzica.

## Biografia
Von Wolf studiò Medicina all'Università di Erfurt, ove conseguì la laurea nel 1748. 
Divenne quindi il medico personale di Teodor Kazimierz Czartoryski, il principe vescovo di Poznań, fino alla morte di questi avvenuta nel 1768.
Nel 1769, aprì uno studio privato a Tczew e poi, nel 1772, a Danzica. 
Von Wolf fu membro della Naturforschenden Gesellschaft Danzig (Società di ricerche naturali di Danzica), alla quale lasciò le sue collezioni e per la quale supportò fortemente la costruzione di un planetario.
Fu eletto membro della Royal Society nel 1777.
Il 10 maggio 1785, solo pochi mesi dopo la morte di von Wolf, il medico di Danzica Phillipp Adolph Lampe pronunciò un discorso in sua memoria presso la Naturforschenden Gesellschaft Danzig.

## Opere
- Genera et Species Plantarum vocabulis charactericis definita. Marienwerder, Typis Joan. Jac. Kanteri, 1781
- Genera Plantarum, Vocabulis characteristica... S.l. 1776
- Concordantia Botanica. (A la fin) Dantisci, Muller, 1780